# 弗雷斯諾 (托利馬省)
弗雷斯諾是哥倫比亞的城鎮，位於該國中部，由托利馬省負責管轄，距離首府伊瓦格142公里，面積208平方公里，海拔高度1,465米，2005年人口30,750。

## 外部連結
- History of Fresno

5°09′N 75°02′W / 5.150°N 75.033°W